# Kaster
Kaster ist ein Ortsteil der Stadt Bedburg im Rhein-Erft-Kreis, in Nordrhein-Westfalen. Ortsbürgermeister ist seit 2024 Süleyman Köken (SPD).

## Lage
Kaster grenzt im Norden an den Tagebau Garzweiler, im Westen an die Ortschaft Königshoven, im Süden an Lipp und im Nordosten an Grevenbroich-Neurath im Rhein-Kreis Neuss.

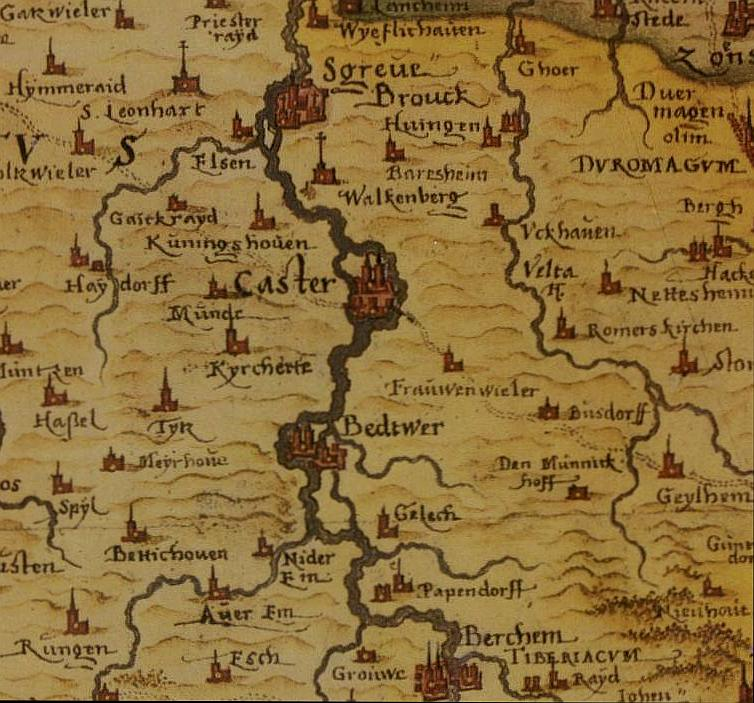
Lage Kasters, Kartenausschnitt von Christian Sgrothen um 1557

## Mittelalter und frühe Neuzeit
In der Zeit, als der Kölner Erzbischof Philipp I. von Heinsberg seine Territorialpolitik durch den Erwerb von Burgen am Niederrhein begann, 1148 gehörte die Burg Caster einem Edelfreien, der sich nach seiner Burg Heinrich von Caster nannte. Sie lag an der Querung der Erft und einem wichtigen mittelalterlichen Weg von Köln nach Jülich. Anders als etwa Lechenich in der Nachbarschaft stand die Burg auf einer kleinen Anhöhe, die von der Erft und einem abgeleiteten Arm, dem Kellnerey-Graben, umschlossen ist. Die Siedlung folgte später. Im 13. Jahrhundert gelangte die Burg an die Herren von Jülich, den rivalisierenden Nachbarn der Kölner Erzbischöfe, und wurde zeitweilig Sitz einer Nebenlinie des Grafenhauses und späteren Herzöge (Pingsheimer Frieden). Die heutige Burgruine nördlich der Stadt ist der Rest der 1278 von den Jülicher Grafen neu erbauten Anlage. Von 1328 bis 1337 war die Burg der Witwensitz von Elisabeth von Brabant, der Frau von Gottfried von Kaster. 1328 verlieh Graf Gerhard VI. von Jülich Kaster die Stadtrechte. 1648 wurde die Hauptburg nach der Eroberung durch kaiserliche Truppen zerstört.
Danach diente die ehemalige Vorburg, der Wirtschaftshof des ehemaligen Schlosses, der in die Stadtmauer einbezogen ist, als Sitz des vom Lehnsherrn bestellten Rentmeisters für das Amt Kaster, der deswegen Kellner genannt wurde. Aufgrund dieser Funktion wurde das Gebäude als Kellnerey bezeichnet.

## Neuzeit
1794 besetzten französische Revolutionstruppen Kaster, das ab 1801 eine Mairie im Département de la Roer bildete. Kaster gehörte seit dem Wiener Kongress dem Kreis Bergheim (Erft) im Regierungsbezirk Köln an. 1955 war Kaster die nach Einwohnern zweitkleinste Stadt der Bundesrepublik Deutschland. Mit dem weiteren Vordringen des Braunkohletagebaus wurden die benachbarten Dörfer Epprath, Morken-Harff und Königshoven nach Kaster umgesiedelt und ließen die Einwohnerzahl auf fast 5000 bis 1975 anwachsen. Seiner denkmalgeschützten mittelalterlichen Bausubstanz verdankt Kaster, dass es nicht in den Tagebau einbezogen wurde.
Die Stadt im Kreis Bergheim (Erft) wurde zum 1. Januar 1975 im Rahmen der kommunalen Gebietsreform gemäß § 5 Abs. 1 Köln-Gesetz mit den Gemeinden Lipp, Königshoven und Pütz in die Stadt Bedburg eingemeindet und ist somit heute Teil des Rhein-Erft-Kreises.
Kaster ist Station der Wege der Jakobspilger im Rheinland. Der Ort liegt am Weg 9, der von Dortmund nach Aachen führt. Die nächsten Stationen sind Grevenbroich und Jülich.

## Ehemaliges Stadtwappen
In blau-gold gespaltenem Schilde rechts eine silberne dreitürmige Burg, links ein rot bezungter, steigender schwarzer Löwe derer von Jülich.

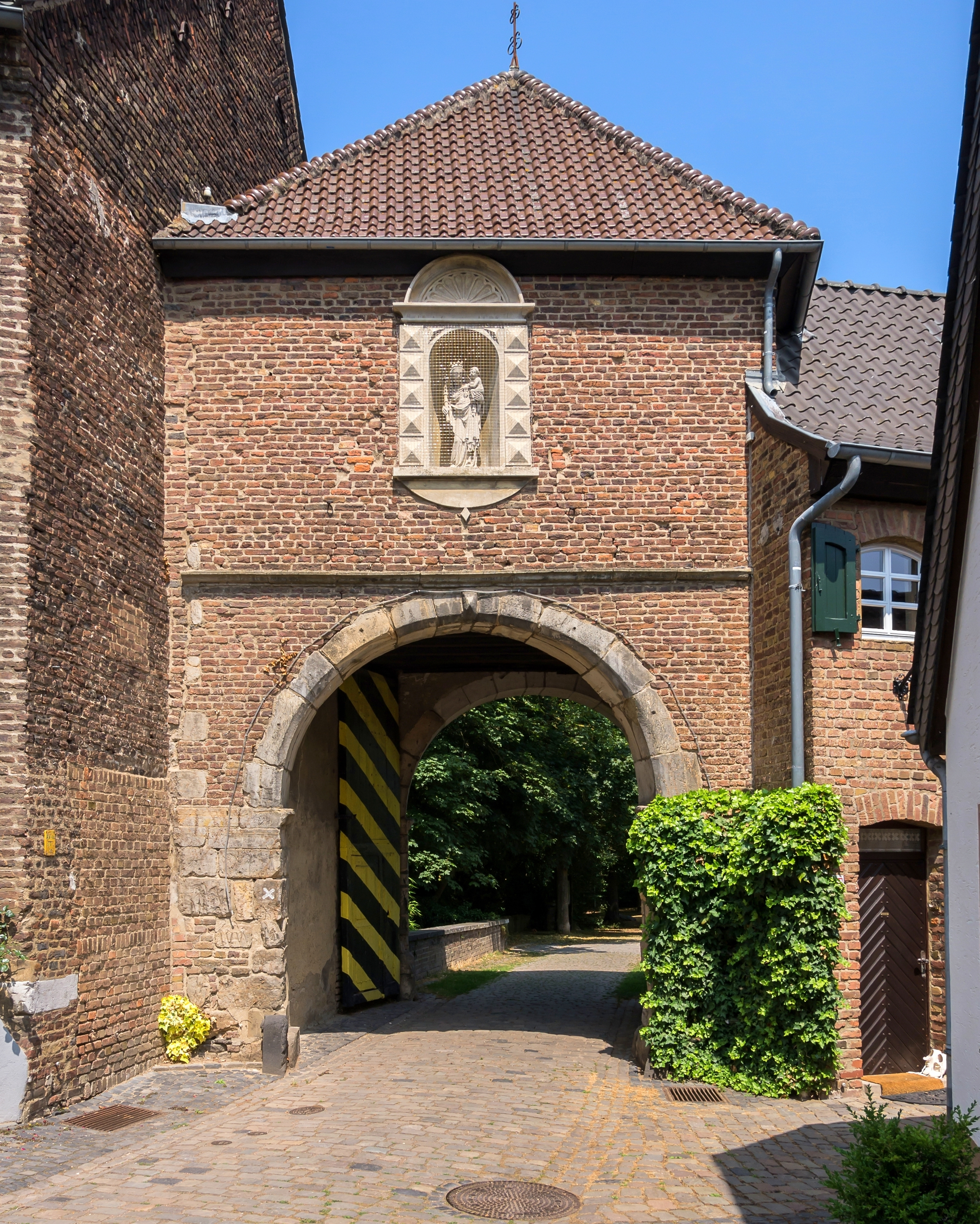
Erfttor

## Stadtbild und Sehenswürdigkeiten
Alt-Kaster präsentiert sich als befestigtes Landstädtchen. Die Häuser stammen weitgehend aus der Zeit nach dem Stadtbrand von 1624. Die Parzellierung weist noch auf den dörflichen Zustand vor der Stadterhebung hin, in der die Häuser keine regelmäßigen Fluchten, wie bei einer geplanten Anlage bilden, sondern eine winkelige Lage einnehmen.
Neben Resten der alten Stadtmauer und der 1648 zerstörten Hauptburg existieren der Eulenturm von 1370 und die mehrfach restaurierte Kellnerey aus dem 18. Jahrhundert. Ein zweigeschossiges Stadttor aus Backstein, das Agathator bzw. die Niederpforte und auf der gegenüberliegenden Seite der geschlossen mittelalterlich sich präsentierenden Stadt das romanische Erfttor aus Backstein.
Inmitten eines ausgedehnten Parks lag das in den frühen 1970er Jahren für den Braunkohletagebau Frimmersdorf abgerissene Schloss Harff, von einem Wassergraben gedeckt. Neben dem hohen mittelalterlichen Bergfried schloss ein um 1700 errichteter Wohntrakt aus drei parallel nebeneinander gesetzten Flügeln mit Ecktürmen an, der im 19. Jahrhundert im Stil der Neurenaissance umgebaut worden war.
Ein Jüdischer Friedhof, vermutlich aus dem 19. Jahrhundert, befindet sich in Erftnähe. Er besitzt keine Grabsteine mehr.
Die denkmalgeschützte Kirche St. Georg wurde im 18. Jahrhundert errichtet.

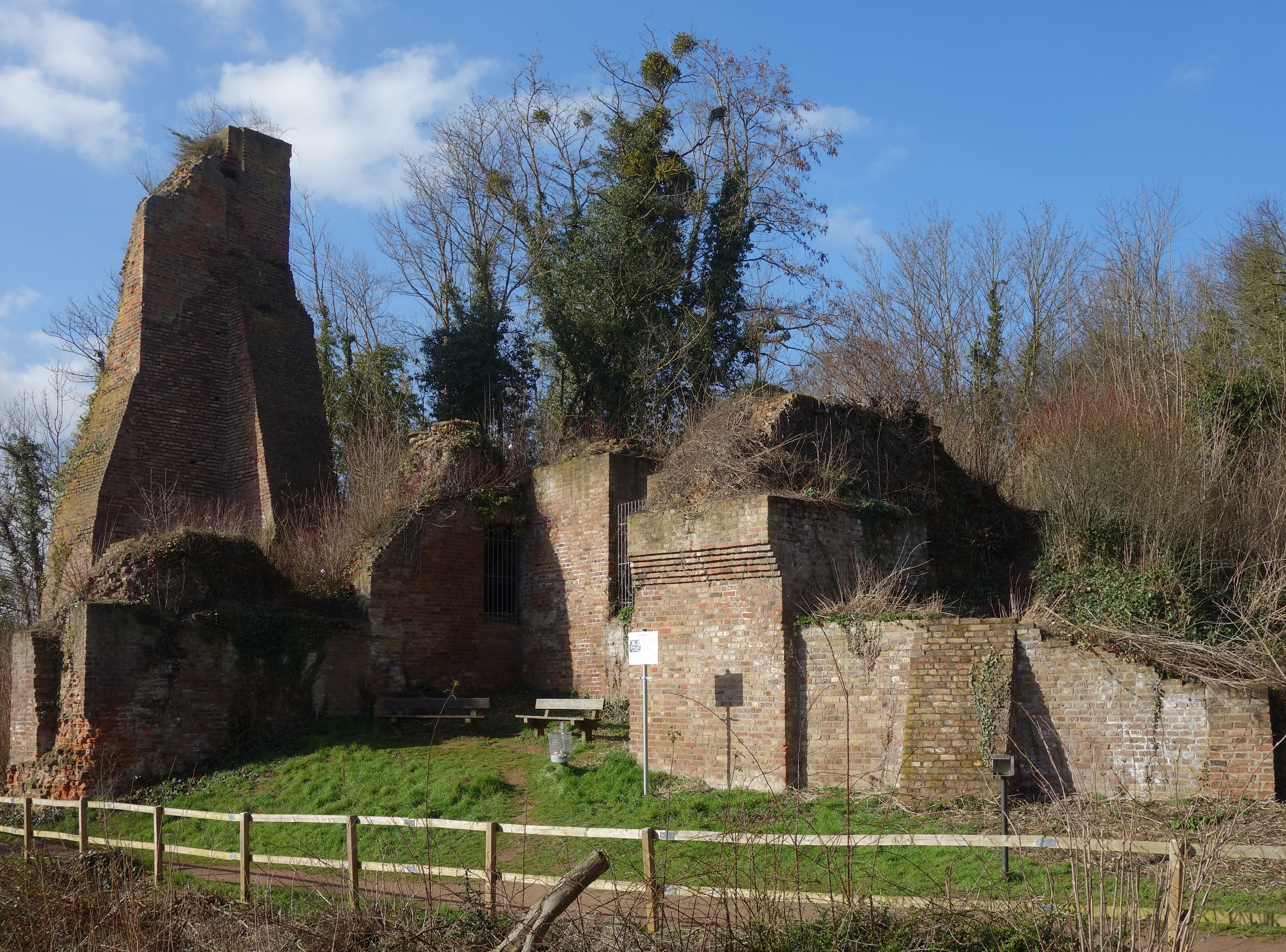
Burgruine
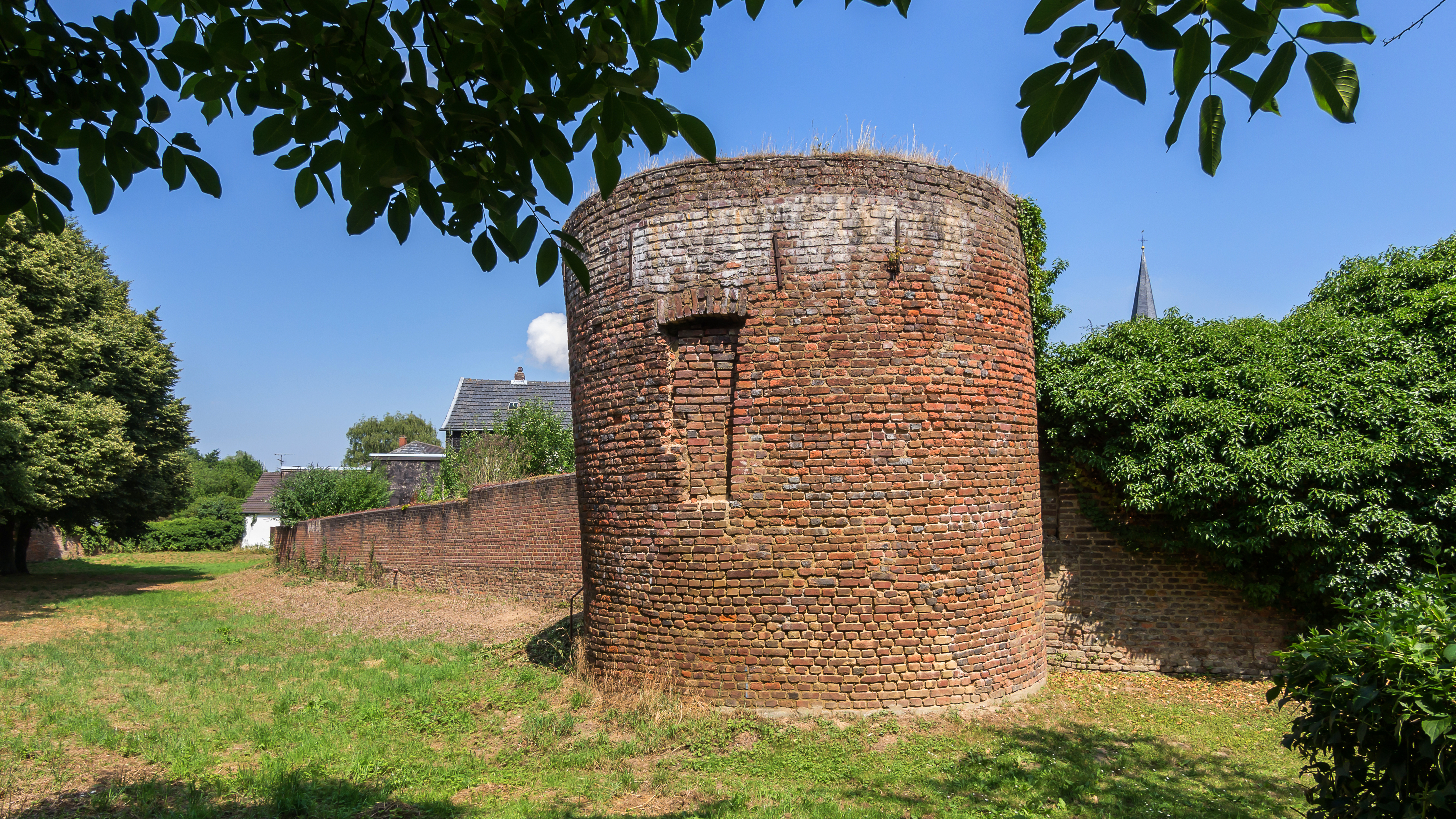
Westliche Stadtmauer
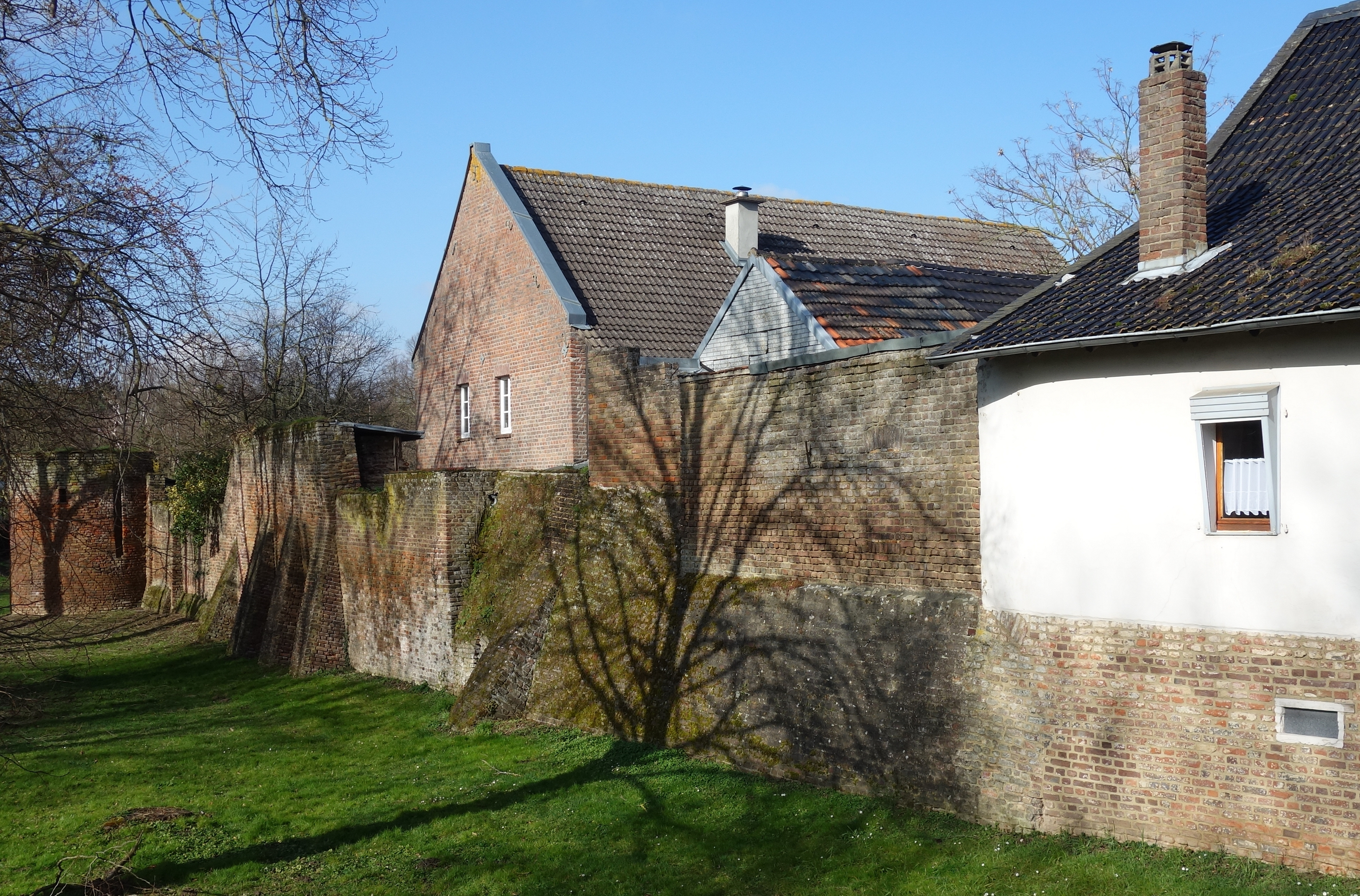
Stadtmauer als Teil der Wohnbebauung
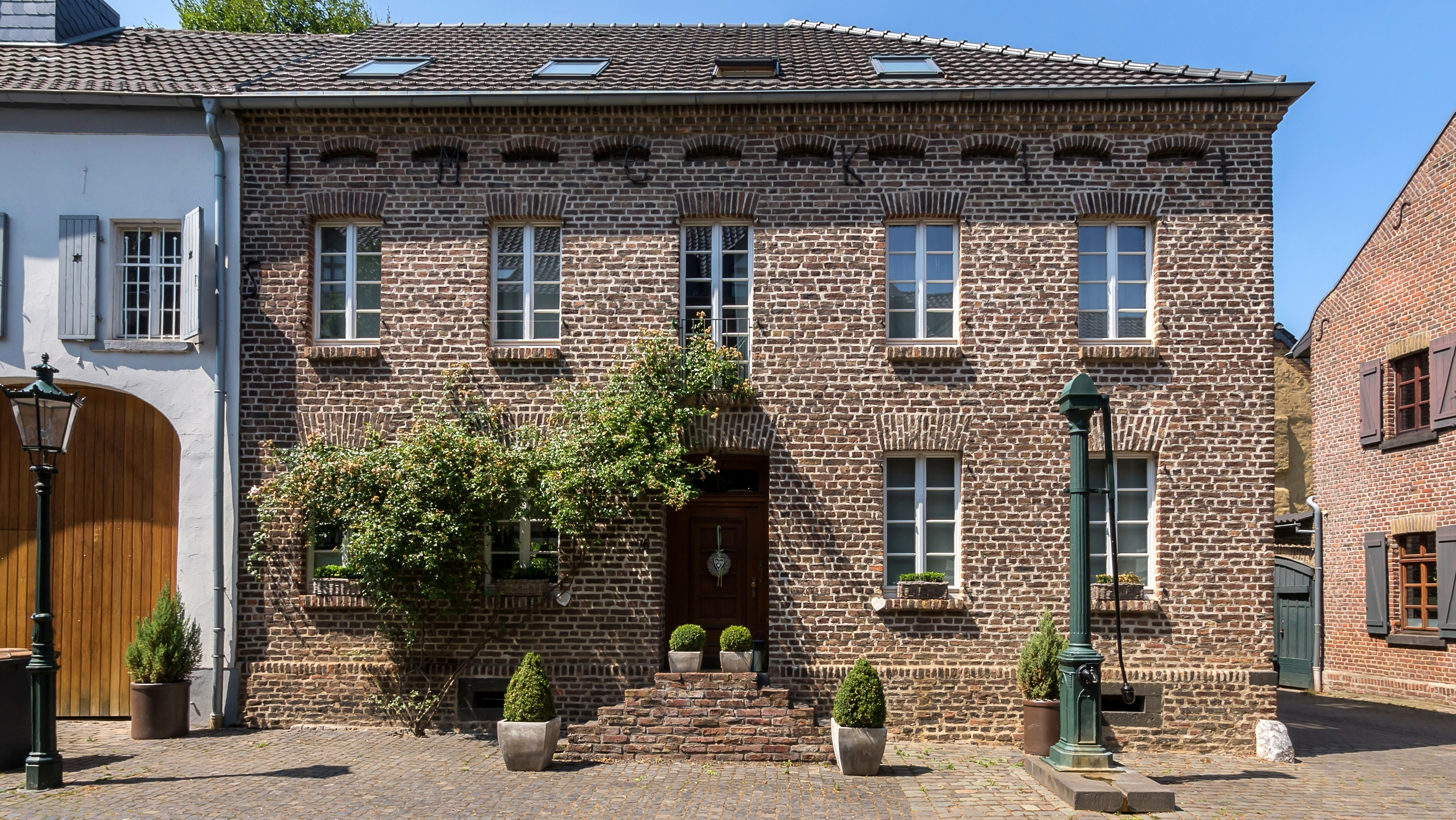
Hauptstraße 76
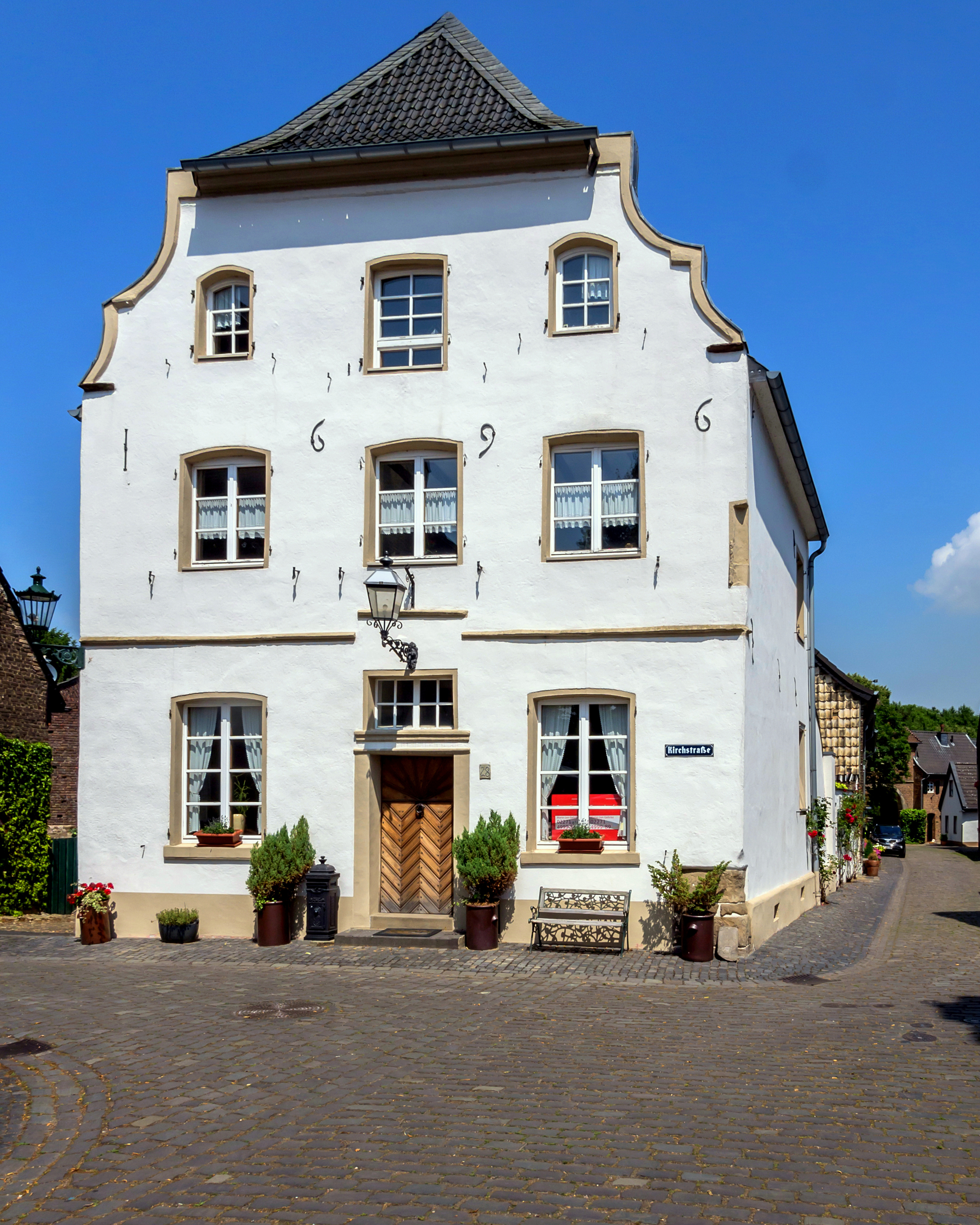
Kirchstraße 28
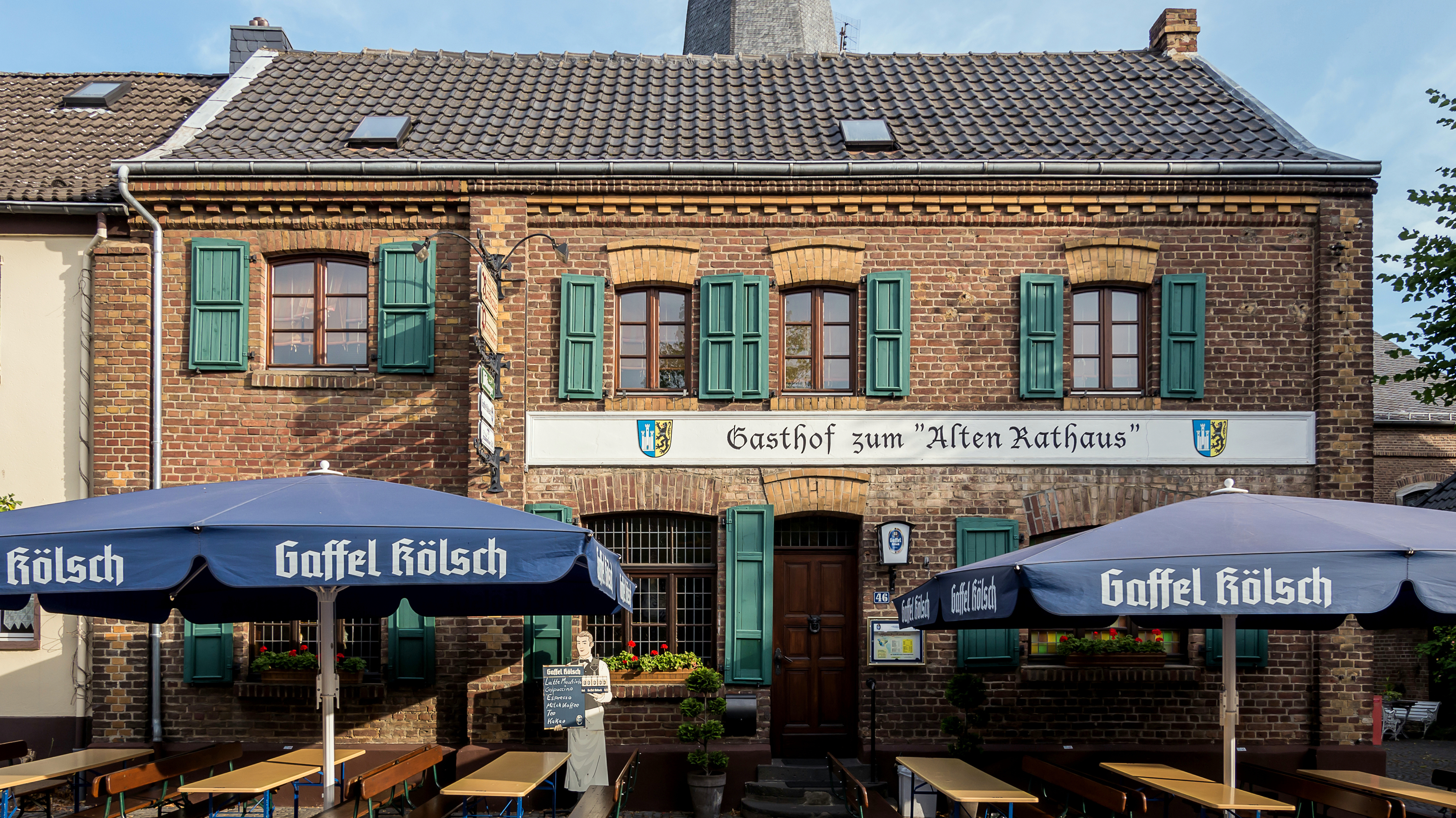
Gaststätte „Zum Alten Rathaus“

## Verkehr
Die VRS-Buslinien 905 und 975 der Rhein-Erft-Verkehrsgesellschaft verbinden den Ort mit Bedburg, und Bergheim und Horrem.
| Linie | Verlauf |
| ----- | --- |
| 905   | Stadtbus Bedburg: Bedburg Bf – Bedburg-West – Kirchtroisdorf – Grottenherten – Kirchherten – Pütz – Königshoven – Kaster – Lipp – Bedburg Rathaus – Bedburg Bf – Blerichen – Kirdorf |
| 975   | (Grevenbroich – Laach – Gustorf – Königshoven –) Kaster – Bedburg Bf – Blerichen – Kirdorf – Glesch – Paffendorf – Zieverich – Bergheim Bf – Kenten – Quadrath-Ichendorf – Horrem Bf |